# Pavetta longiflora
Pavetta longiflora là một loài thực vật có hoa trong họ Thiến thảo. Loài này được Vahl mô tả khoa học đầu tiên năm 1794.